# August Wahlgren
Ej att förväxla med landskamreraren Carl August Wahlgren (1856–1917) som var far till skådespelaren Ivar Wahlgren
Carl August Wahlgren, född den 25 juli 1855 i Karlskrona, död den 5 juli 1908 i Maria Magdalena församling i Stockholm, var en svensk skådespelare och revyartist. 
August Wahlgren var son till matrosen Frans Edvard Wahlgren (född 1829) och Maria Pettersson.
Wahlgren var från 1886 gift med skådespelerskan Stassa Wahlgren, och det äkta paret uppträdde bland annat som "duettistpar" på tidens varietéer samt medverkade i revyer hos Emil Norlander där Wahlgren framförde kupletter som I grevens tid (1892; tillsammans med hustrun), Tre procent (1893) och Min utkomst (1896). I början av 1900-talet ingick makarna Wahlgren i Oskar Textorius' teatersällskap.
I en samtida tidningsrecension beskrevs "duettistparet Wahlgrens" 1895 sålunda:
| ”                                          | Herr och Fru Wahlgren gjorde skäl för sitt rykte som utmärkta varietèarister och utförde sina grilljannenummer och den berömda tokroliga mikadoparodien med schwung [- - -] Det skulle säkert fägnat den mera musikaliska delen af publiken att af de båda duettisterna ha fått höra något operettnummer eller annat af verkligt konstvärde. Deras sceniska och musikaliska förmåga räcker ju mycket väl dertill. | „ |
| – Anonym recensent, Norra Skåne 1895-01-24 | |   |

Makarna Wahlgren är begravda på Sandsborgskyrkogården i Stockholm, där även parets son, predikanten Frans Olof August Wahlgren (1887–1959) och hans båda fruar vilar.

## Teater

### Roller (ej komplett)
| År   | Roll            | Produktion                                                                                   | Regi       | Teater         |
| ---- | --------------- | -------------------------------------------------------------------------------------------- | ---------- | -------------- |
| 1878 | De Montchevrier | Lille hertigen Charles Lecocq, Henri Meilhac och Ludovic Halévy                              |            | Mindre teatern |
| 1879 | Bacchus         | Orfeus i underjorden Jacques Offenbach, Hector Crémieux och Ludovic Halévy                   |            | Mindre teatern |
| 1886 |                 | Paradiset Leon Treptow och Louis Herrmann                                                    |            | Vasateatern    |
| 1887 | Izzet Pascha    | Fatinitza Franz von Suppé och Friedrich Zell                                                 |            | Vasateatern    |
| 1887 | Tremelini       | Prinsessan av Trebizonde Jacques Offenbach, Charles-Louis-Étienne Nuitter och Étienne Tréfeu |            | Vasateatern    |
| 1887 | Fadern          | Rosen på Tistelön Emelie Flygare-Carlén                                                      |            | Vasateatern    |
| 1901 | Tir             | Bellevilles mö Carl Millöcker, Richard Genée och Friedrich Zell                              | Axel Bosin | Södra Teatern  |